# Лопатино (Сергачский район)
Лопатино — село в Сергачском районе Нижегородской области России. Административный центр Лопатинского сельсовета.

## География
Село находится в юго-восточной части Нижегородской области, в зоне хвойно-широколиственных лесов, при автодороге 22К-0058, на расстоянии приблизительно 18 километров (по прямой) к юго-западу от города Сергача, административного центра района. Абсолютная высота — 175 метров над уровнем моря.
Климат
Климат характеризуется как умеренно континентальный, с коротким тёплым летом и холодной снежной зимой. Среднегодовая температура — 3,6 °C. Средняя температура воздуха самого тёплого месяца (июля) — 20 — 22 °C; самого холодного (января) — −11,5 °C. Среднегодовое количество атмосферных осадков составляет 450—500 мм, из которых большая часть выпадает в тёплый период.
Часовой пояс
Село Лопатино, как и вся Нижегородская область, находится в часовой зоне МСК (московское время). Смещение применяемого времени относительно UTC составляет +3:00.

## История

### Административное подчинение
До установления системы губерний село относилось к Шатковскому стану Арзамасского уезда Российского государства. В 1779—1929 гг. село относилось к Сергачскому уезду Нижегородской губернии.
В течение высшего этапа развития традиционного экономического уклада — помещичьего периода истории — село Лопатино являлось частной собственностью ряда землевладельцев, иногда нескольких одновременно:
- 1782 (4-я ревизия): Остафьевы Андрей Петрович и Пётр Андреевич, Обрескова Анна Фёдоровна[6]
- 1795 (5-я ревизия): Остафьев Пётр Андреевич, Обрескова Анна Фёдоровна, Лукавцев Сергей Игнатьевич[7]
- 1811 (6-я ревизия): Остафьев Пётр Андреевич[8], Обресков Пётр Александрович
- 1816 (7-я ревизия): Остафьев Пётр Андреевич, Обресков Пётр Александрович, Кошкаров[9]
- 1834 (8-я ревизия): Толстая (ур. Остафьева) Екатерина Петровна (1786 — после 1845), Обресков Пётр Александрович[10]
- 1850—1851 (9-я ревизия): Вадбольская Александра Павловна (дочь Е. П. Толстой-Остафьевой), Щербаков Мемнон Петрович и другие[11]
- 1858 (10-я ревизия): Вадбольская Александра Павловна (дочь Е. П. Толстой-Остафьевой), Щербаков Мемнон Петрович[12]

### Христианизация
Имеется деревянная православная приходская церковь 1795 г. постройки.

### Этапы владения

#### Ромодановские
Существующее село Лопатино получило название по преемственности от селения, которое существовало до половины XVIII века, и его история неразрывно связана с прежним Лопатино, где тоже был храм, а приход составляли, кроме села, деревни Орловка, Нестеровка, Почи́нок.
Об исчезновении старого Лопатино рассказывают следующее: оно с приходскими деревнями принадлежало помещице Ромодановской (а её предкам — с 1618 г., в её владении находилось и Ветошкино), но после убийства ветошкинцами управляющего её имения и угроз подвергнуть той же участи и саму помещицу, от страха и гнева продала она всех своих крестьян казне на Оренбургские чугунолитейные заводы. Предание говорит, что «собрались лопатинцы, орловцы, нестеровцы и починковцы на горе Нестеровке с детьми, скотом и домашним скарбом, где вопль и плач смешался с рёвом и блеяньем скота. Пустыми остались не только дома, опустел и храм, так как прихожане по дороге в дальний край при последнем посещении его захватывали из святынь в свои дорожные сумы кто что мог и, несмотря на прошения священника, не оставили в нём ничего. На дороге, уже за Ореховкой, священник, догнавши удаляющихся бывших своих прихожан, упросил их отдать что-нибудь церковного, и те отдали ему только одни сосуды».

#### Обресков, Ермолов, Остафьев
Дальнейшая судьба Лопатино связана с новыми владельцами, примерно к 1753 г. купившими у госпожи Ромодановской пустопорожние земли. Крестьян, которых водворили каждый в своей части, покупали в разных местах Василий Иванович Обресков, Фёдор Иванович Ермолов, Андрей Петрович Остафьев и их наследники. После того как новые владельцы обустроили приобретённые земли, к 1757 г. Василий Обресков женился на дочери Фёдора Ермолова, а в приданое получил принадлежавшие Ермолову земли и крестьян. В итоге, Василию Обрескову стало принадлежать две части села.

#### Обресковы и Остафьевы
В ревизских сказках 1782 года означено, что капитан-поручика лейб-гвардии Василия Ивановича Обрескова вдове и двум сыновьям в селе принадлежало 180 мужчин и 186 женщин. Часть села принадлежала сержанту лейб-гвардии Семёновского полка Петру Андреевичу Остафьеву и его отцу Андрею Петровичу, в их владении было 48 мужчин и 40 женщин.
В 1788 году двумя частями Лопатино владела Анна Фёдоровна Обрескова (дочь Ермолова, жена лейбгвардии капитан-поручика Василия Ивановича Обрескова 1731—1781). Одной частью — Остафьевы. После смерти Анны Фёдоровны, её владение унаследовал сын генерал-аншеф Александр Васильевич Обресков. К 1811 г. — его сын Пётр, который в 1842 году продал землю и крестьян Екатерине Петровне Толстой, дочери их давнего соседа, секунд-майора Петра Андреевича Остафьева. Таким образом, Лопатино стало владением одной помещицы. В 1845 году она отдала лопатинские земли и крестьян в приданое за дочерью Александрой Павловной, вышедшей замуж за князя Ивана Михайловича Вадбольского. Та, в свою очередь, отдала их за своей дочерью Бакашину, который продал их княгининскому купцу Караванову, ставшему последним владельцем села. В год освобождения крестьян от крепостной зависимости (1861 год) А. П. Вадбольская уступила крестьянам в надел лучшие земельные угодья, которые они выбрали сами.

## Население
| 2002 | 2010 |
| ---- | ---- |
| 323  | ↘249 |

Этнический состав
Согласно результатам переписи 2002 года, в этнической структуре населения русские составляли 91 %.